# Aigars Kalvītis
Aigars Kalvītis (* 27. června 1966 Riga) je lotyšský politik, v letech 2004–2007 předseda vlády.
Vystudoval ekonomii, v roce 1992 absolvoval na Lotyšské zemědělské univerzitě. V letech 1992–1998 vedl několik firem v oboru zemědělství. V roce 1997 spoluzaložil Lidovou stranu, od roku 1998 poslancem Saeimy (parlamentu). V letech 1999–2000 zastával funkci ministra zemědělství, v letech 2000–2002 ministra hospodářství. Od roku 2002 předseda parlamentního klubu Lidové strany.
V listopadu 2004 jmenován premiérem (nahradil Indulise Emsise), 2. prosince byl parlamentem ve funkci potvrzen.
Kalvītis se stal staronovým předsedou vlády i po parlamentních volbách, které se konaly 7. října 2006 a v nichž Lidová strana s 19,3 % hlasů zvítězila. Funkci opustil 20. prosince 2007 pod tlakem opozice i veřejnosti. Důvodem byla zhoršující se hospodářská situace a také Kalvītisův neúspěšný pokus odvolat z funkce bezpartijního šéfa protikorupčního úřadu Aleksejse Loskutovse. Kalvītisovým nástupcem se pak stal Ivars Godmanis.